# Power Rangers: Battle for the Grid
Power Rangers: Battle for the Grid é um jogo eletrônico de luta do desenvolvedor de jogos de São Francisco, nWay, com personagens da franquia Power Rangers. Foi lançado como uma versão digital para Xbox One e Nintendo Switch em 26 de março de 2019, para PlayStation 4 em 2 de abril de 2019 e para Microsoft Windows em 24 de setembro de 2019. O jogo também foi confirmado para a Stadia. De 10 de junho de 2019 a 8 de julho de 2019, a Limited Run Games aceitou encomendas de uma versão física padrão para Switch e PlayStation 4, além de uma Mega Edition mais cara. A Limited Run Games também anunciou que uma oferta limitada da versão física padrão também estará disponível nas lojas com capas alternativas de pré-venda de jogos. Em janeiro de 2020, foi anunciada uma Liga ESports "Power Rangers: Battle for the Grid" nos Estados Unidos. Desde julho de 2019, jogadores de todas as plataformas (Nintendo Switch, Xbox One, PC/Microsoft Windows e PS4) podem jogar Crossplay juntos. Power Rangers: Battle for the Grid está incluído no Xbox Game Pass desde março de 2020.

## Personagens
O jogo apresenta doze personagens jogáveis, com nove personagens adicionais disponíveis como conteúdo para download através de três passes de temporada.
- Jason Lee Scott - MMPR Ranger Vermelho I/Ranger Vermelho Escudo do Dragão
- Trini Kwan - MMPR Ranger Amarela I Armadura do Dragãoa
- Kimberly Ann Hart - Ranger Slayer/MMPR Ranger Rosa I
- Tommy Oliver - MMPR Ranger Verde I/Ranger Verde I V2/Ranger Branco
- Goldar
- Lord Zeddb¹
- Scorpinab3
- Trey of Triforia - Zeo Ranger Dourado Ib¹
- Mike Corbett - Ranger Defensor Magna II
- Jen Scotts - Força do Tempo Ranger Rosab¹
- Eric Myers - Força do Tempo Ranger Quantumb²
- Anubis "Doggie" Cruger - S.P.D. Ranger Sombrab²
- Kat Manx - S.P.D. Kat Ranger
- Udonna - Força Mística Ranger Brancoa
- Robert "RJ" James - Jungle Fury Ranger Lobob3
- "Jarrod"/Dai Shi - Leão Negro Guerreirob²
- Lauren Shiba - Samurai Ranger Vermelho IIb3
- Gia Moran - Super Megaforce Ranger Amarela
- Mastodon Sentry
- Lord Drakkon/Drakkon EVO II
- Cenozoico Ranger Azul Ia

↑a Adicionado por meio de atualização pós-lançamento gratuita

↑b Personagem de conteúdo para download pago; o número indica em qual temporada o personagem está incluído

## Recepção
Power Rangers Battle for the Grid recebeu críticas mistas, com os revisores elogiando a jogabilidade, mas criticando a apresentação e a falta de conteúdo no lançamento. IGN deu ao jogo uma avaliação de 6.8, elogiando o sistema de luta e as mecânicas das tags, mas criticando os gráficos, a falta de modos e personagens. Mike Fahey da Kotaku também criticou a lista de lançamento, mas elogiou a acessibilidade da mecânica de luta para jogadores em vários níveis de habilidade. Screen Rant elogiou o jogo por usar o sistema de luta de equipe de tag do Marvel vs Capcom ao adicionar novos recursos como o movimento de aquisição assistida. Eles também criticaram a falta de personagens, a história inexistente e destacaram o fato de que para um jogo que estava comemorando 25 anos de Power Rangers, ele apresentava apenas personagens de quatro séries no lançamento.